# Dicranomyia trifilamentosa
Dicranomyia trifilamentosa là một loài ruồi trong họ Limoniidae. Chúng phân bố ở miền Cổ bắc.